# Gabriella Cristiani
Gabriella Cristiani é uma editora italiana. Venceu o Oscar de melhor montagem na edição de 1988 por The Last Emperor.